# Supergirl (canción de Hilary Duff)
«Supergirl» (Superchica) es una canción del álbum Most Wanted de Hilary Duff, lanzada en el 2006 como descarga digital en Estados Unidos.
La canción es exclusiva de la edición especial de colección de Most Wanted, originalmente se esperaba lanzar un vídeo de la canción a mediados de año en MTV, como vídeo promo de la película Material Girls, pero fue cancelado debido a que la película se estrenaría en pocos días. 
El 28 de febrero de 2006 fue lanzado como descarga digital en los iTunes de Estados Unidos y en varias estaciones de radio de dicho país. Supergirl fue utilizado en marzo de 2006 para un anuncio de televisión de la campaña publicitaria de la línea de ropa Candie's, para la cual Duff participaba.
- Datos: Q3317389